# Anna av Polen
Anna av Polen (polska: Anna Jagiellonka [ˈan.na]
 ( lyssna); litauiska: Ona Jogailaitė), född 18 oktober 1523 i Kraków i Polen, död 9 september 1596 i Warszawa i Polen-Litauen, var regerande drottning av Polen och storhertiginna av Litauen mellan 1575 och 1586. Hon var formellt regerande drottning och medregent av det Polsk-litauiska samväldet och bröstarvinge till kungariket Jerusalem som den sista i jagellonska ätten, gift med kung Stefan Batory.

## Biografi
Anna var tredje dotter till den polske kungen Sigismund I och Bona Sforza. Vid sin fars död 1548 bosatte hon sig med modern i Masovien; hon flyttade 1558 till Vilnius, och 1564 till Plock. Under sin brors regeringstid började hon alltmer betraktas som en politisk faktor på grund av dennes barnlöshet. Anna mottog flera förslag om äktenskap, bland annat 1565 från Magnus av Danmark, men inget av dem blev av. 
Annas position blev viktig när hennes bror kung Sigismund II August dog 1572. Polen valde då Henrik III av Frankrike till kung på villkor att han gifte sig med Anna. Henrik infriade dock aldrig sitt löfte. 

### Drottning
År 1575 valdes Anna till kung [sic] av Polen och storhertiginna av Litauen. År 1576 gifte hon sig med den nyvalde kungen Stefan Batory (1533–1586).  Stefan hade liksom Henrik valts till monark på villkor att han gifte sig med Anna, och han höll detta löfte. Hon erhöll i egenskap av gemål titeln furstinna av Transsylvanien. Anna fick inga barn. Äktenskapet var enligt uppgift ofullbordat, och det ryktades att hon varje natt förgäves väntade på Stefan. Anna ansågs inte attraktiv utan beskrevs som ful, och hennes relation till Stefan var dålig. 
Rent formellt betraktades Anna som Stefans medregent. I realiteten försökte Stefan att hålla henne utanför statsaffärerna så mycket som möjligt, och Anna lyckades aldrig skaffa sig någon egen maktposition. Hon var känd för sitt stöd till universitet i Krakow. Anna beskrivs som en viljestark person. Hon var en övertygad katolik och stödde motreformationen, bland annat i Masovien, där protestantismen ska ha förlorat sitt inflytande på grund av henne. Det gick rykten om att Stefan planerade att skilja sig från henne, men inga sådana planer lades någonsin fram. Hon tog ansvaret för Erik XIV:s och Karin Månsdotters son Gustav Eriksson Vasa, när denna skickades bort från Sverige av dess drottning, hennes syster, Katarina Jagellonica.     

### Senare liv
Annas bröstarvinge var Sigismund Vasa, son till hennes yngsta syster, drottning Katarina Jagellonica av Sverige. Efter sin Sigismunds bortgång år 1586 försökte Anna behålla sin ställning som monark, eftersom hon inte hade varit enbart drottninggemål utan formellt hade valts till medregent och regerande drottning 1575. Hon lyckades dock inte hävda sina rättigheter utan tvingades avsvära sig sin ställning och sin rätt till kronan. Hon gav i stället sitt stöd till sin systerson Sigismund som kandidat för den polska tronen, då som Zygmunt III Waza. Hon motsatte sig en kandidat av ätten Habsburg och stödde framgångsrikt Sigismund i förhandlingarna. Anna tillbringade resten av sitt liv vid hovet. Hon motsatte sig Sigismunds giftermål med Kristina av Holstein-Gottorp, och var 1592 engagerad i en konflikt med Sigismunds maka Anna av Habsburg. Hon avled vid hovet i Warszawa.  